# Oberlin (Louisiana)
Oberlin ist eine Kleinstadt (mit dem Status „Town“) und Verwaltungssitz des Allen Parish im US-amerikanischen Bundesstaat Louisiana. Das U.S. Census Bureau hat bei der Volkszählung 2020 eine Einwohnerzahl von 1.402 ermittelt.

## Geografie
Oberlin liegt im mittleren Südwesten Louisianas, etwa zwei Kilometer östlich des Calcasieu River. Die geografischen Koordinaten von Oberlin sind 30°37′10″ nördlicher Breite und 92°45′51″ westlicher Länge. Das Stadtgebiet erstreckt sich über eine Fläche von 11,4 km².
Benachbarte Orte von Oberlin sind Oakdale (24,5 km nordnordöstlich), Elton (21,3 km südsüdöstlich), Kinder (17,5 km südsüdwestlich) und Mittie (17,5 km nordwestlich).
Die nächstgelegenen größeren Städte sind Baton Rouge (185 km östlich), Lafayette (115 km südöstlich), Beaumont in Texas (172 km westsüdwestlich) und Shreveport (276 km nordnordwestlich).

## Verkehr
Der U.S. Highway 165 führt als wichtigste Straße durch Oberlin. Alle weiteren Straßen sind untergeordnete Landstraßen, teils unbefestigte Fahrwege sowie innerörtliche Verbindungsstraßen.
Mit dem Allen Parish Airport liegt 16,3 km nordnordöstlich ein kleiner Flugplatz. Die nächsten Großflughäfen sind der Louis Armstrong New Orleans International Airport (303 km ostsüdöstlich) und der George Bush Intercontinental Airport in Houston (293 km westsüdwestlich).

## Bevölkerung
Nach der Volkszählung im Jahr 2010 lebten in Oberlin 1770 Menschen in 695 Haushalten. Die Bevölkerungsdichte betrug 402,3 Einwohner pro Quadratkilometer. In den 695 Haushalten lebten statistisch je 2,34 Personen.
Ethnisch betrachtet setzte sich die Bevölkerung zusammen aus 54,5 Prozent Weißen, 40,2 Prozent Afroamerikanern, 0,8 Prozent amerikanischen Ureinwohnern, 1,5 Prozent Asiaten sowie 0,5 Prozent aus anderen ethnischen Gruppen; 2,4 Prozent stammten von zwei oder mehr Ethnien ab. Unabhängig von der ethnischen Zugehörigkeit waren 1,0 Prozent der Bevölkerung spanischer oder lateinamerikanischer Abstammung.
24,3 Prozent der Bevölkerung waren unter 18 Jahre alt, 57,8 Prozent waren zwischen 18 und 64 und 17,9 Prozent waren 65 Jahre oder älter. 51,8 Prozent der Bevölkerung war weiblich.

Das mittlere jährliche Einkommen eines Haushalts lag bei 36.085 USD. Das Pro-Kopf-Einkommen betrug 16.917 USD. 23,4 Prozent der Einwohner lebten unterhalb der Armutsgrenze.